# Tri kỷ
Tri kỷ (tiếng Hàn Quốc: 소울메이트, tiếng Anh: Soulmate) là một bộ phim điện ảnh Hàn Quốc thuộc thể loại lãng mạn – chính kịch ra mắt vào năm 2023 do Min Yong-geun làm đạo diễn kiêm viết kịch bản, với sự tham gia diễn xuất của các diễn viên chính gồm Kim Da-mi, Jeon So-nee và Byeon Woo-seok. Là bản làm lại từ bộ phim Thất Nguyệt và An Sinh của Trung Quốc ra mắt vào năm 2016, phim theo chân mối quan hệ giữa hai người bạn thân Mi-so và Ha-eun trên nhiều phương diện sau nhiều năm xa cách.
Tri kỷ có buổi công chiếu tại Hàn Quốc vào ngày 15 tháng 3 năm 2023, và tại Mỹ lẫn Việt Nam vào ngày 24 tháng 3 cùng năm.

## Nội dung
Ahn Mi-so và Go Ha-eun là hai người bạn thân sinh sống trên Jeju. Trong suốt cuộc đời, cả hai đều có một mối quan hệ chồng chéo chất chứa những hạnh phúc, nỗi buồn, rung động và cả biệt ly. Từ giây phút đầu tiên gặp nhau dưới mái trường tiểu học, giữa hai cô gái đã hình thành một sợi dây liên kết đặc biệt. Và khi Ham Jin-woo bước vào giữa cả hai, mối quan hệ của Mi-so và Ha-eun dần xuất hiện những mâu thuẫn khó hàn gắn.

## Diễn viên
- Kim Da-mi trong vai Ahn Mi-so
- Jeon So-nee trong vai Go Ha-eun
- Byeon Woo-seok trong vai Ham Jin-woo